# Antidote (chanson)
Pour les articles homonymes, voir Antidote (homonymie).
Singles de Swedish House Mafia
Save the World
(2011) Greyhound
(2012)
Antidote est une chanson du groupe suédois de musique house Swedish House Mafia avec le duo electro australien Knife Party. Le titre sort le 16 décembre aux États-Unis et le 15 janvier 2012 au Royaume-Uni sous le major EMI. 2e single extrait de leur 2e album-compilation Until Now (2012), la chanson a été écrite par Axwell, Steve Angello, Sebastian Ingrosso, Rob Swire, Gareth McGrillen. Antidote est produit par Swedish House Mafia et par Knife Party.
L'EP Antidote (Remixes) sort le 15 janvier 2012 sur iTunes store au Royaume-Uni.

## Performance dans les hit-parades
Au Royaume-Uni, le single entre à la 4e place des ventes, le UK Singles Chart avec 46 757 exemplaires vendus. Il s'agit du 4e single consécutif qui atteint le top 10 britannique pour la Swedish House Mafia.

## Clip vidéo
Deux clips sont sortis version clean et explicit le 19 décembre 2011 sur YouTube, la version clean dure 3:15 et la version explicit 3:39. Le clip a été tourné dans un club, la version explicit censurée contient en plus des scènes de violences et de nudité.

## Liste des pistes
| 1. | Antidote | 6:14 |

| 1. | Antidote (Radio Edit)              | 2:57 |
| 2. | Antidote (Knife Party Dub)         | 6:07 |
| 3. | Antidote (Swedish House Mafia Dub) | 6:14 |
| 4. | Antidote (Tommy Trash Remix)       | 5:53 |

## Classement par pays
| Classement (2011-2012)                      | Meilleure position |
| ------------------------------------------- | ------------------ |
| Allemagne (Media Control AG)                | 63                 |
| Écosse (OCC)                                | 3                  |
| Belgique (Flandre Ultratop 50 Singles)      | 35                 |
| Finlande (Suomen virallinen lista)          | 13                 |
| Irlande (IRMA)                              | 39                 |
| Pays-Bas (Single Top 100)                   | 49                 |
| Suède (Sverigetopplistan)                   | 17                 |
| Suisse (Schweizer Hitparade)                | 70                 |
| Royaume-Uni (UK Dance Chart)                | 2                  |
| Royaume-Uni (UK Singles Chart)              | 4                  |
| États-Unis (Billboard Hot Dance Club Songs) | 9                  |

## Historique de sortie
| Pays        | Date             | Format                 | Label       |
| ----------- | ---------------- | ---------------------- | ----------- |
| États-Unis  | 16 décembre 2011 | Téléchargement digital | EMI Records |
| Irlande     | 13 janvier 2012  | Téléchargement digital | EMI Records |
| Royaume-Uni | 15 janvier 2012  | Téléchargement digital | EMI Records |